# Vegastar
Vegastar jest francuskim zespołem wykonującym rock alternatywny. Grupa została założona w 2003.

## Dyskografia
- Vegastar (2002)

1. Vegastar
2. Qui Blesse
3. Parce-que...
4. Que Deviennent Les Anges

- Vegastar EP (2004)

1. Comme un aimant
2. Un nouvel orage
3. Savourer tes pleurs
4. Trouver l'issue
5. Une nuit

- Un nouvel orage (2005)

1. 100° étage
2. Mon repaire
3. Maître de ma vie
4. À cause de toi
5. Mortem
6. La Faille
7. L'Étincelle
8. Elle blesse
9. L'Ombre de vos vies
10. Une nuit
11. Un nouvel orage

- Télévision (2008)

1. Le Defilé
2. Vivre à L'envers
3. Lost Boy
4. 5H Dans Ta Peau (feat. Neva)
5. Le Paradis Brûle
6. Coma Berenices
7. Mode Arcade
8. Le Goût Ded Cendres
9. Si Le Temps T'efface
10. Burn Skavsta Burn
11. Point Zero
12. Requiem

### Single
- Maître de ma vie
- 100eme étage
- 100eme étage (Remix)
- A Cause de Toi
- Mode Arcade (2007)
- 5h Dans Ta Peau (ft. Neva) (2007)
- Lost Boy (2008)